# 高田町 (東京府)
高田町（たかだまち）は、かつて東京府北豊島郡に存在した町の一つ。1920年（大正9年）の町制施行によって誕生した。現在の東京都豊島区南部に当たる地域。
1889年（明治22年）の市制町村制によって誕生した、前身である高田村（たかだむら）についても合わせて記述する。それ以前の武蔵国豊島郡下高田村（しもたかだむら）についても本項で述べる。

## 地理
現在の地名では雑司が谷、高田のほぼ全域および、西池袋二丁目、南池袋二丁目から四丁目、目白一丁目から三丁目のそれぞれ大半に相当する。
武蔵野台地上にあり、雑司ヶ谷台、高田台などの起伏がある。
- 山：鼠山
- 河川：神田川（神田上水）

## 歴史
- 1932年（昭和7年）以降については豊島区を参照。

伝承によればこの地域は元は巣鴨庄のうちとされるが、確証となる文書はない。
高田村はもともと豊島郡と多摩郡にまたがる土地であり、「正保の改め」以前に下高田村と葛ヶ谷村（現在の新宿区西落合）、上高田村（現在の中野区上高田）に分かれた。下高田村は両村と共に江戸時代には野方領に属したが、後に一部は戸田領となった。雑司ヶ谷村は元弘建武の頃、禁中の雑司である柳下若狭、長島内匠、戸張平次左衛門などが土着したことから名づけられたとする説が有力だが、小日向金剛寺の雑司料であったからとする説もある。古くは雑司谷、蔵主ヶ谷、曹司ヶ谷とも書かれた。江戸時代には戸田領に属した。
江戸時代、下高田村は次第に町屋となり消滅したが、明治維新後、野方領に属した高田四ツ谷下町とその周辺の寺社や藩邸の土地とを合わせ、改めて高田村とした。戸田領に属した地域のうち、高田千登世町は高田上四ツ谷町、高田若葉町は高田四ツ谷町といい、明治維新後に改称された。また、高田豊川町は元は小石川四ツ谷町といい、1872年（明治5年）に改称された。雑司ヶ谷村は存続していたが、一部は寺社や藩邸の土地となっていた。1872年（明治5年）、鬼子母神門前などの寺社や藩邸の土地を合わせ雑司ヶ谷町、鷹匠組屋敷や寺社などの土地を合わせ雑司ヶ谷旭出町とした。
1889年（明治22年）、北豊島郡高田村、高田千登世町、高田若葉町、雑司ヶ谷村、雑司ヶ谷旭出町と小石川区高田豊川町、雑司ヶ谷町が合併され高田村となった。東京府案ではこれらの全域を小石川区に編入しようとしていたが、内務省に却下された。北豊島郡案ではこれらの全域に池袋村の一部と長崎村を合わせ「高田村」としようとしていたが、こちらも却下された。
1932年（昭和7年）、高田町は巣鴨町、西巣鴨町、長崎町とともに豊島区となった。北豊島郡案では高田町、西巣鴨町、長崎町をあわせて「池袋区」とし、巣鴨町は滝野川町、日暮里町と合わせて「滝野川区」としようとしていたが、巣鴨町が分村である西巣鴨町との合併を望んだため、4町合併となった。

### 年表
- 1872年1月8日（明治4年旧暦11月28日）：東京府は大区小区制により旧・府内を六大区に区分する。
- 1873年（明治6年）3月：東京府は府内全域を十一大区に再編する区画改正を行い、高田村、高田千登世町、高田若葉町、雑司ヶ谷村、雑司ヶ谷町、雑司ヶ谷旭出町は小石川関口町などと共に第九大区一小区（区事務取扱所は関口町）となる。
- 1878年（明治11年）11月：大区小区制が廃され、郡区町村編制法により北豊島郡（郡役所は下板橋宿）が設置される。
  - その後、連合戸長役場が設置され、明治18年度の記録によれば、高田村外四ヶ村連合（高田村雑司ヶ谷村高田千登世町高田若葉町雑司ヶ谷旭出町連合。連合戸長役場は高田村）となっていた。雑司ヶ谷町は小石川区に移っていた。
- 1889年（明治22年）5月1日：市制町村制により、北豊島郡高田村、高田千登世町、高田若葉町、雑司ヶ谷村、雑司ヶ谷旭出町と小石川区高田豊川町、雑司ヶ谷町、さらに巣鴨村、小石川村、落合村の一部が合併され高田村となる。
- 1899年（明治32年）：村役場庁舎建築。
- 1920年（大正9年）4月3日：高田村が町制施行し高田町となる。
- 1926年（大正15年）
  - 3月19日：巣鴨向原で発生した大火が高田町に及ぶ。消防隊の消火活動のほか陸軍の工兵隊が出動して破壊消防を行い、高田第四小学校（廃校）裏手で延焼を止める[1]。
  - 6月30日：郡制廃止により北豊島郡役所が廃止され、東京府直轄となる。
- 1932年（昭和7年）10月1日：東京市編入により、高田町は巣鴨町、西巣鴨町、長崎町とともに豊島区となる。

## 行政

### 村長
| 代 | 氏名           | 任期                                           | 出身 | 期・備考               |
| -- | -------------- | ---------------------------------------------- | ---- | ---------------------- |
| -  | 新倉徳三郎     | 1889年（明治22年） - 1905年（明治38年）6月15日 |      | 高田村外四ヶ村連合戸長 |
| -  | 柳下三郎右衛門 | 1905年（明治38年）6月16日 -                    |      |                        |

### 施設
- 高田町役場

## 経済

### 産業
- 主な産業：かつては農村地帯であったが、住宅地に変貌した。商工業はあまり盛んでない。

## 地域

### 地名
- 大字 高田
  - 字 下田、四ッ家、宿、堰下、後田、階子田、八反目、金久保沢、稲荷原、稲荷前、稲荷、鶉山、大原
- 大字 高田千登世
- 大字 高田老松
- 大字 高田豊川
- 大字 高田若葉
- 大字 雑司ヶ谷
  - 字 亀原、中島前、水久保新田、水久保、中島御獄、鶴巻、金山、美名実、古木田、威光、東原、水原、西原、御堂杉、中谷戸、池谷戸、浅井原、西谷戸、大門原、星跡、飛地
- 大字 雑司ヶ谷町
- 大字 雑司ヶ谷旭出
- 大字 巣鴨
  - 字 代地
- 大字 小石川
  - 字 狐塚
- 大字 落合
  - 字 八反前

### 人口
- 総人口 48,542人（昭和5年国勢調査）
- 戸数 3,569戸、総人口 13,883人、男性人口 7,080人、女性人口 6,803人、一戸平均人数 3.90人（大正6年度末調査）
- 寄留人口 8,353人、本籍人口 5,530人、寄留人口の本籍人口に対する歩合 1.50（大正6年度末調査）

#### 人口の推移
| 時点          | 総人口   | 出典             |
| ------------- | -------- | ---------------- |
| 1909年        | 5,770人  | 明治41年度末調査 |
| 1910年        | 4,052人  | 明治42年度末調査 |
| 1911年        | 6,360人  | 明治43年度末調査 |
| 1912年        | 6,569人  | 明治44年度末調査 |
| 1913年        | 6,595人  | 大正元年度末調査 |
| 1914年        | 8,458人  | 大正2年度末調査  |
| 1915年        | 10,480人 | 大正3年度末調査  |
| 1916年        | 12,341人 | 大正4年度末調査  |
| 1917年        | 12,618人 | 大正5年度末調査  |
| 1918年        | 13,883人 | 大正6年度末調査  |
| 1920年10月1日 | 26,786人 | 大正9年国勢調査  |
| 1925年10月1日 | 45,147人 | 大正14年国勢調査 |
| 1930年10月1日 | 48,542人 | 昭和5年国勢調査  |

### 教育
- 学習院
- 川村女学院
- 高田実業補習学校
- 高田町青年訓練所

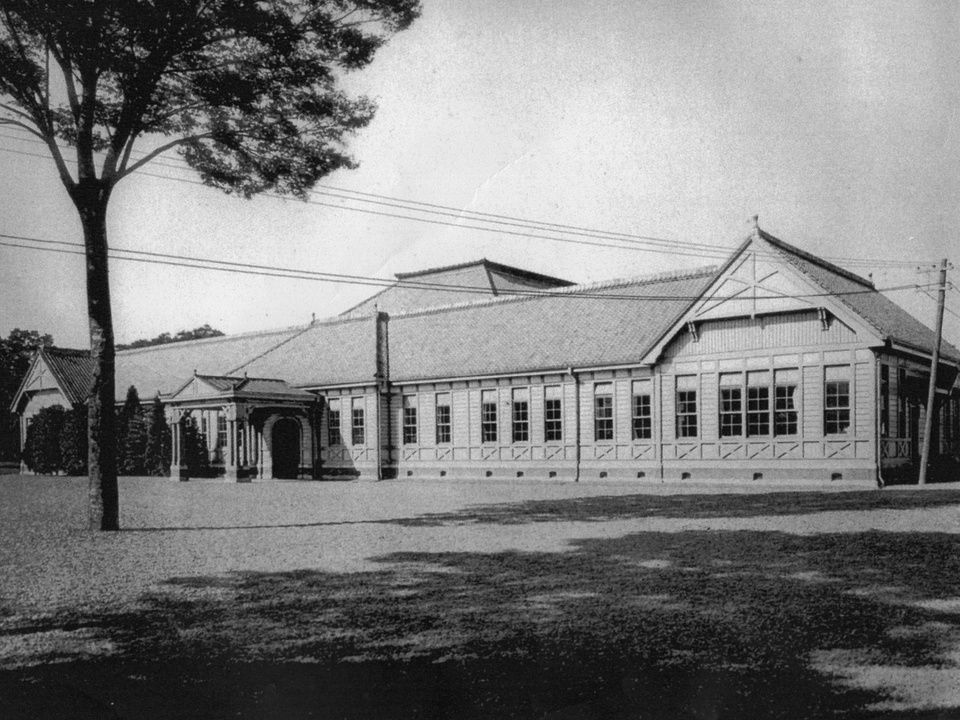
学習院本館（1915年）

- 高田町立高田尋常高等小学校（後の豊島区立高田小学校、現・豊島区立南池袋小学校）
- 高田町立第二高田尋常小学校（後の豊島区立雑司谷小学校、現・豊島区立南池袋小学校）
- 高田町立高田第三尋常小学校（現・豊島区立高南小学校）
- 高田町立高田第四尋常小学校（後の豊島区立日出小学校、現・豊島区立南池袋小学校）
- 高田町立高田第五尋常小学校（現・豊島区立目白小学校）

## 交通

### 鉄道路線
- 日本鉄道→国鉄
  - 山手線
    - 目白駅

### 道路
- 東京府費支弁道清戸道（現在の目白通りなど）
- 東京府費支弁道川越道（現在の明治通りなど）

## 名所・旧跡・観光スポット・祭事・催事

### 神社
- 高田氷川神社（村社）
- 雑司ヶ谷大鳥神社（村社）
- 高田稲荷神社（無格社）

### 宗教
- 法明寺
  - 鬼子母神堂
- 南蔵院
- 金乗院
- 根生院

### 遺跡・その他
- 面影橋
- 姿見橋
- 山吹の里
- 宿坂古関跡
- 星跡の井
- 氷柱ヶ谷の小道
- 正成公お茶の水
- 正成公息女の墓
- 丸池（溜池）
- 雑司ヶ谷墓地
- 鬼子母神堂産湯の釜